# 雅典衛城
37°58′17″N 23°43′36″E / 37.97139°N 23.72667°E
雅典衛城（希臘語：Ακρόπολη）位於希臘首都雅典，是最著名的衛城（要塞城市）之一。衛城是由平頂岩構成，位於海拔157米（536英呎）。
雅典衛城現存的建築群共包含幾座具有重大建築和歷史意義的古代建築遺跡，其中最著名的是帕德嫩神廟。「衛城」該詞則是來自希臘文「ἄκρον」（akron，亦為『最高點，極端』）和「πόλις」（polis，亦為『城市』）的結合。衛城一詞是通用的，在古希臘時期時，儘管希臘還有許多其他衛城，而在雅典衛城其亦被命名為西哥羅佩（Cecropia），以紀念常被描繪為半人半蛇的雅典首任國王凱克洛普斯。
有證據表明雅典衛城早在公元前四千年就有人居住，後則於伯里克利在公元前五世紀推動了建築物的建造，目前雅典衛城的遺跡是世界上最重要的古文明遺址，也被聯合國教科文組織指定為世界文化遺產。

## 希腊神话中卫城的来历
雅典的城名来自智慧女神雅典娜的名字。在古希腊神话中，人们在爱琴海边建立了一座新城，雅典娜希望成为这座城的保护神。海神波賽頓也想获得新城的归属权，他们互不相让，于是争夺起来。
后来，宙斯裁定，谁能给人类一件最有用的东西，该城就归属谁。波塞頓用三叉戟敲了敲岩石，从里面跑出了一匹象征战争的战马。而雅典娜用长矛一击岩石，石头上立即迅速地生长出一株枝叶繁茂、果实累累的橄榄树。橄榄树象征着和平和丰收，人们欢呼起来。于是，雅典娜成为了新城的保护神。人们用她的名字将城命名为雅典。并将橄榄树栽满雅典各处。

## 地理

### 岩石的地質概況
衛城由阿提卡的平原延伸至陡峭的懸崖上，三面被懸崖包圍。人們只可由西面步行上去，在該處有一較低的山脊連接至阿雷奧帕古斯山。其由藍灰色的石灰石建成，因此其十分堅硬但卻可被水份滲透。其表面由片岩、沙岩與石灰泥組成，較石灰石軟身但可防水滲透。此種建法已為噴水井提供了良好的環境，而且在山腳有遮蔽的洞穴，這樣便有了水源，所以人們通常環繞著其居住。

## 歷史

### 早期情況

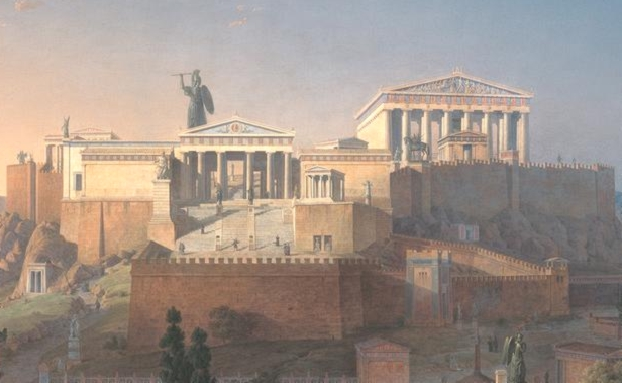
古代雅典衛城想像圖

該處最早的古代文物來自中期新石器時代，但很多文獻記載著早在早期新石器時代，阿提卡附近便有人居住（前6000年）。當進入青銅時代後，邁錫尼的邁卡隆被建在山丘的頂部，為邁錫尼君主居住地，其家人、護衛、信徒、工匠與平民百姓均居住在此。這個城市被厚硬的巨石牆所包圍。(其有兩層矮牆以巨石製造並灌以水泥，其城門亦非正常排列，便得矮牆與箭塔可以對右方的入侵者進行攻擊。)在當時有一場大地震衛城的東北角裂開了，結果水份可以被該處土地吸收。人們精心製作了一組梯級並在該處開井，在迈锡尼時代，這是受到保護的水源，並且在城市被包圍時起重要作用，提供了寶貴的食水。

### 黑暗時代

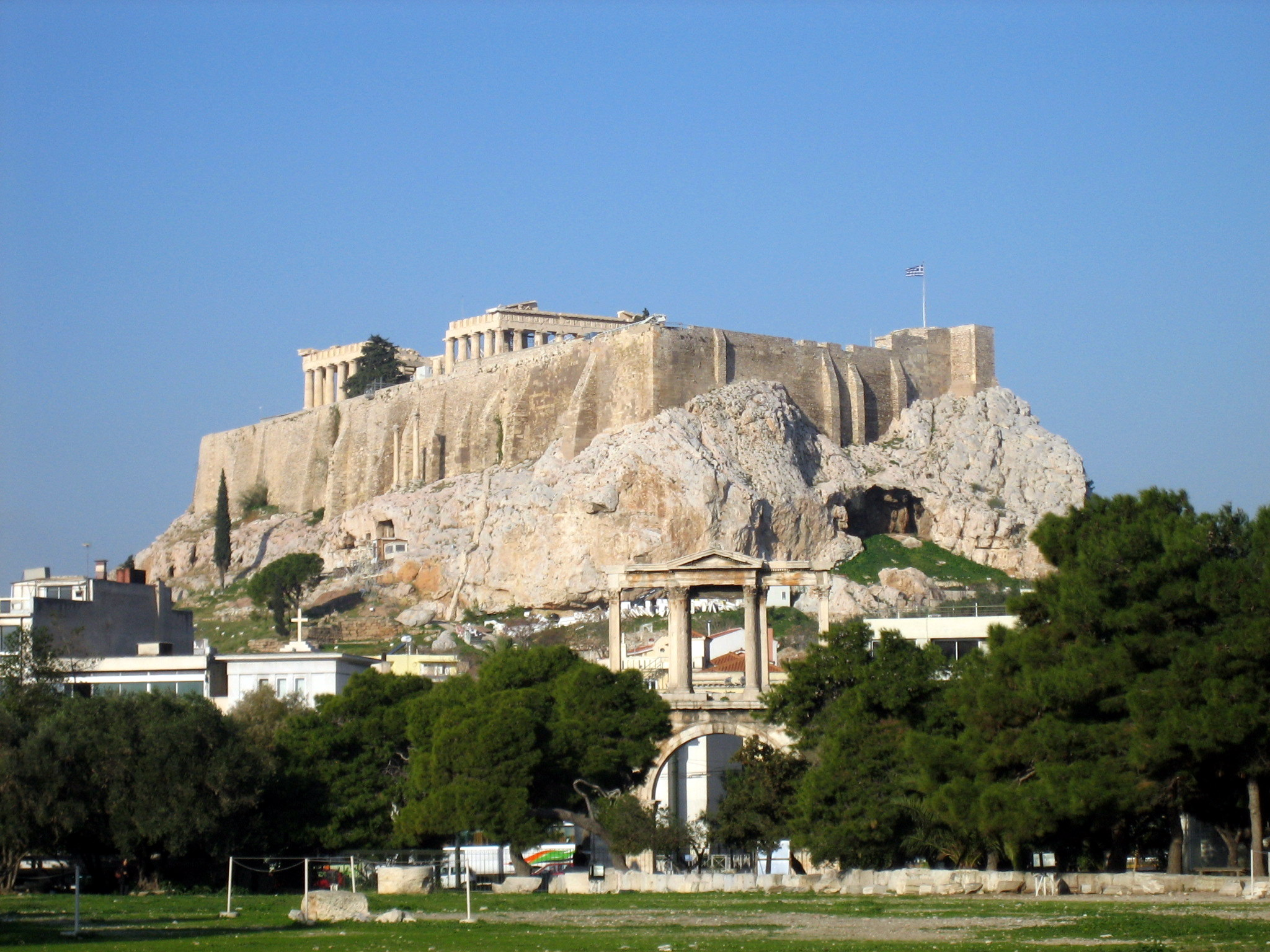
由奧林匹亞宙斯神殿望雅典衛城。

雅典衛城看來並沒有像其他邁錫尼宮殿般受到暴力破壞，而且亦沒有曾被放火或大規模毀壞的痕跡，這是經由當時的文物推測而得。這與雅典人傳說裡此地成功抵擋多利安人的入侵的論調吻合。現在無法得知上古時這裡的岩石建築是甚麼模樣的，不過仍可得知此地曾被塞隆人在起義裡攻佔，並兩度被庇西特拉圖佔據，以奪取政權。而具有九門的城牆則像是在城的西北角最大的水源處興建。庇西特拉圖在城的西南方，環城附近，建立了阿尔忒弥斯神殿，因為這是其家鄉的宗教，即古代神殿。所謂的多普費爾德地基即有可能屬於此神殿，其存在時間最少與藍鬍子神殿等長，但不知其共存的時間有多久。更為混亂的是，在藍鬍子神殿被拆除時，一座宏偉的大理石神殿落成，即舊帕德嫩神廟，大約在公元前490年，雅典在馬拉松戰役取勝後建立的。為了配合其建立，城南頂點的舊遺跡被清除，並以8,000個兩噸重的由比雷埃夫斯石灰岩製造的磚塊加高，部份地基甚至加高至11米。邁錫尼時代的城門被拆除，並以被用作慶禮用途的舊紀念門(Old Propylon)所取代。但舊巴特農神殿並未及完成便在前480年波希戰爭時因波斯人入侵而與古代神殿及其他石製建築一起被夷平與燒毀。在戰後，雅典人重新規劃這裡，首先在儀式上將古老且不再有用的文物與藝術品埋葬。近代，考古學家在雅典衛城發掘出很多財寶，這些財寶大多是在當時埋在地下，所以在其後的歲月裡避過戰火的摧殘。

### 伯里克利建設計劃

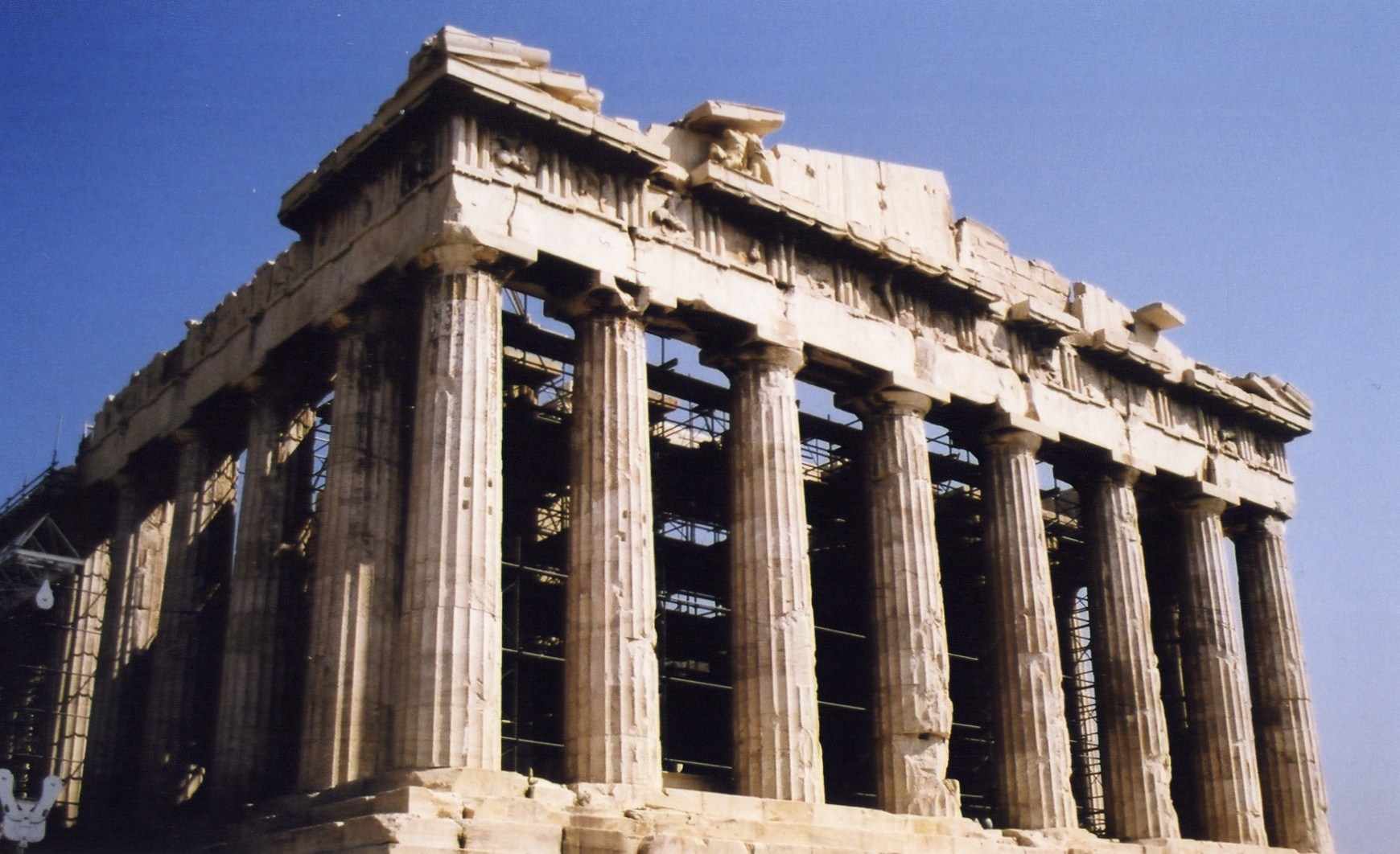
帕特农神庙的西面。

雅典领导的提洛同盟在欧里梅敦战役中击败波斯帝国的军队后，客蒙和地米斯托克利下令重建卫城的南北城墙。然而包括帕特农神庙在内的大部份主要的神殿，则是在伯里克利當政時重建，这段时期史称雅典的黃金時代（公元前460年–公元前430年）。伟大的雅典雕刻家菲迪亞斯，與两位负有盛名的建筑师伊克提诺斯和卡利克拉特一起負責此項重建計劃。
在公元前5世紀，雅典衛城最後成形。在歐利米登戰役獲勝後，西門與地米斯托克利開始南城牆與西城牆的重建，而伯里克利則將巴特農特殿的建設交託給伊克蒂諾與菲迪亞斯。在公元前437年，姆奈西克里開始建設衛城山門，以大理石構成，部份建設在庇西特拉圖時的舊衛城山門上。這些柱廊在公元前432年大致完成，並有兩翼，北翼作為畫廊。同時，南翼的雅典娜勝利神廟開始建設。雖然中途因伯羅奔尼撒戰爭影響而一度暫停，但最終在尼西亞斯和平時期完工，大約在公元前421年與公元前415年間。
在同一時期，雅典人開始了厄瑞克忒翁神庙的建設，其是由一系列的聖域組成，包括雅典娜波麗亞絲神殿、波塞頓神殿、厄瑞克透斯神殿、凱克洛普斯神殿、厄爾斯神殿、潘杜羅索斯神殿與阿革勞羅斯神殿，所以其亦被稱為女像柱的陽台。在雅典娜的神殿與巴特農特殿間，為阿爾特蜜斯神殿，阿爾特蜜斯為希臘神話中的月神與狩獵女神。古老的木雕女神像與普拉克西特利斯於公元前4世紀所雕的雕像並存於聖所裡。在衛城山門後面，菲迪亞斯所製的巨大的雅典娜普羅馬科斯像（其為勇冠三軍之神）銅像，在公元前450年至公元前448年建成。其底座有1.50米高，而整個雕像高9米。女神手持的頂端鍍金長矛裡映射著斯尼旺海角的船隻，其左方的巨大盾牌上有著半人半馬怪與庫瑞涅戰鬥的圖案。而Chalcotheke、Pandroseion、潘狄翁聖所、雅典娜聖壇、宙斯聖所與羅馬時代所建的奧古斯都圓形神殿皆已不再存在。

### 文化意義

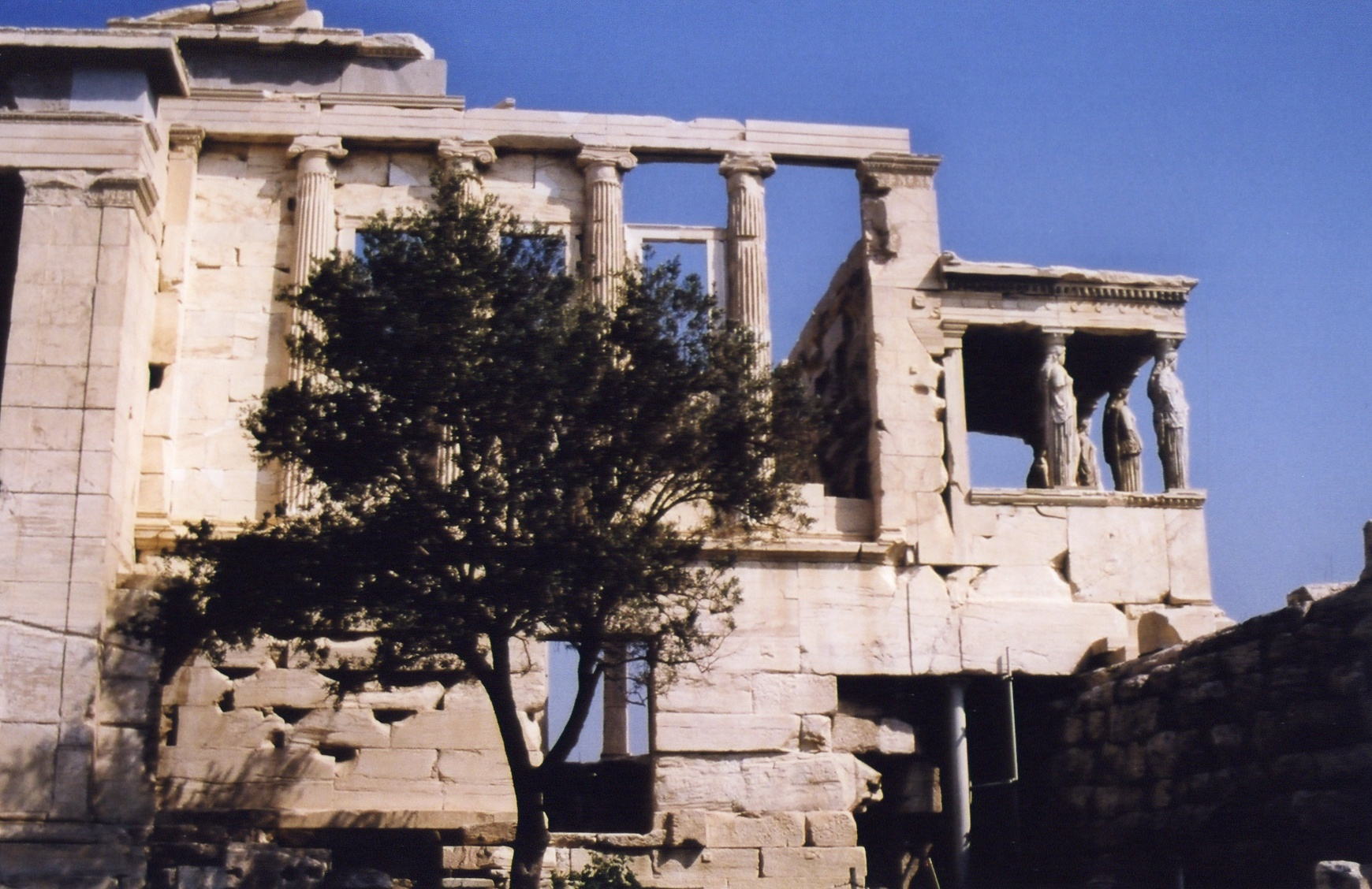
厄瑞克忒翁廟與雅典娜的橄欖樹。

每四年雅典人便會舉行泛雅典娜節，其與奧林匹克運動會的重要度相約。在節日期間會有一隊隊伍由雅典城向衛城前進，並進入巴特農神殿(在巴特農神殿的帶狀雕刻裡有描述)。而雅典人會將佩潑洛斯女裝放在菲迪亞斯的巨大象牙與黃金雅典娜雕像上。

## 考古遺跡
雅典衛城入口被稱為衛城山門。在衛城山門右方有著細小的雅典娜勝利神廟。而由菲迪亞斯雕塑的雅典娜銅像，原是站在山門正中。在衛城正中為帕德嫩神殿（即純潔的雅典娜神殿）。在山門左方為厄瑞克忒翁神廟與女像柱。城外有著亦稱為酒神劇場的狄俄倪索斯劇場。
目前所有雅典衛城以及周遭發現古代文物都位於卫城博物馆展示，該博物館位於衛城周邊的南坡區域，距帕德嫩神殿280公尺。

### 場地平面圖

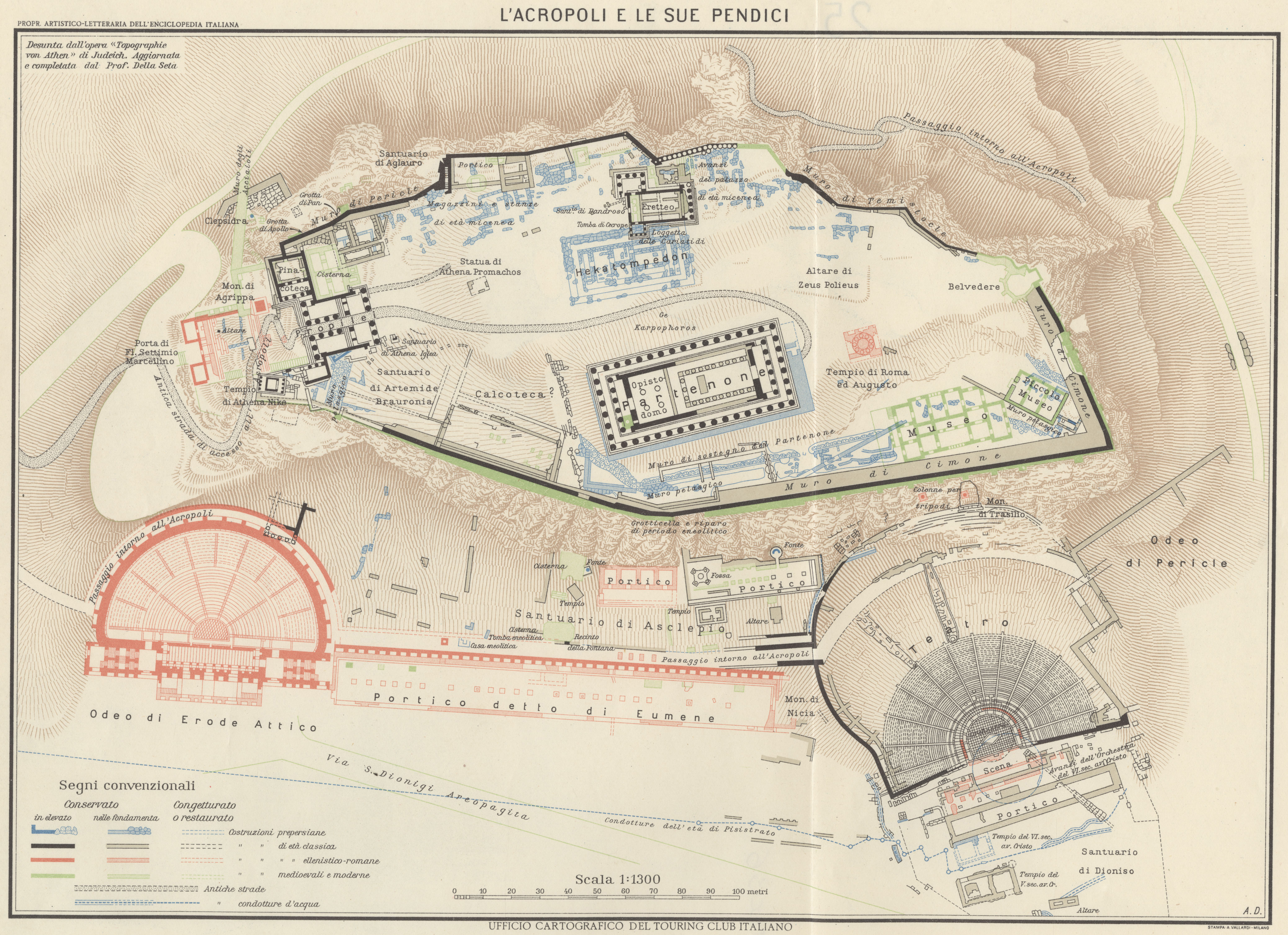
雅典衛城地圖

以下則展示雅典衛城遺址的主要考古遺蹟及平面圖：
1. 帕德嫩神廟
2. 古帕德嫩神廟（英语：Old Temple of Athena）
3. 厄瑞克忒翁神庙
4. 雅典娜普羅馬科斯像
5. 山門
6. 雅典娜勝利神廟
7. 厄琉希尼翁神庙
8. 布勞羅尼翁圣所（英语：Brauroneion）
9. 青铜室（英语：Chalkotheke）
10. 潘朵席翁圣所（英语：Pandroseion）
11. 阿格拉瑞翁（希臘語：Αγλαύρειο）
12. 雅典娜祭壇
13. 宙斯波利厄斯圣殿（英语：Sanctuary of Zeus Polieus）
14. 潘狄翁之殿（英语：Sanctuary of Pandion）
15. 希羅德·阿提庫斯劇場
16. 歐邁尼斯柱廊
17. 阿斯克勒皮翁神殿（英语：Asclepeion）
18. 狄俄倪索斯剧场
19. 雅典劇場（英语：Odeon_of_Athens）
20. 狄俄倪索斯剧场
21. 邁錫尼噴泉

## 外部連結
- 雅典衛城 （页面存档备份，存于） (希臘政府網頁)
- 雅典衛城復原計劃 （页面存档备份，存于） (希臘政府網頁)
- 雅典衛城 — AcropolisofAthens.gr — 遺蹟 （页面存档备份，存于）
- 大理石重新結合 （页面存档备份，存于）
- 聯合國世界遺產中心 — 雅典衛城 （页面存档备份，存于）
- Google Maps 連結 （页面存档备份，存于）
- 雅典衛城歷史記述 （页面存档备份，存于）
- 雅典衛城 （页面存档备份，存于） (雅典指南)
- 雅典衛城復原 （页面存档备份，存于）
- 希臘雅典衛城 雅典衛城虛擬導遊，有著地圖與指南針，由Tolomeus的網站提供 (英文內容)
- The Acropolis of Athens-Athensguide （页面存档备份，存于）
- Tour of Acropolis of Athens, Site of the Parthenon-About.com （页面存档备份，存于）
- Athenian Acropolis （页面存档备份，存于）

影像
- Acropolis of Athens, Full Reconstruction （页面存档备份，存于）, animation by the Technological Research Institute, University of Santiago de Compostela, on YouTube
- Timelapse video of Acropolis during Earth Hour 2010 Timelapse showing how the Acropolis of Athens switched off & on the lights during Earth Hour 2010
- 1955年的雅典衛城 （页面存档备份，存于）
- （页面存档备份，存于） 1969年的雅典衛城]
- Greek Glory （页面存档备份，存于） A tour of ancient Greek buildings and monuments in Athens in the 1940s
- Acropolis of Athens （页面存档备份，存于） from the old Greek TV show "Ελλάδος Περιήγησις..." (Greece Tours), 1998 （希臘語）
- Athens, Greece: Ancient Acropolis and Agora （页面存档备份，存于） by Rick Steves
- Three dimensional reconstruction of ancient Acropolis （页面存档备份，存于）
- Βασιλόπουλος (Vasilopoulos), Χρίστος (Christos).  [The history of Acropolis]. . Greece. 2011  [2022-11-07]. NET. （原始内容存档于2022-11-07） （希腊语）.